# Liste von Leuchttürmen in Marokko
Die Liste von Leuchttürmen in Marokko nennt Leuchttürme an der Atlantikküste und Mittelmeerküste Marokkos.

## Liste
Atlantik
| Name                    | Region                  | Gewässer                            | Position                         | Baujahr(e) | Turmhöhe | Feuerhöhe | Kennung    | Bild |
| ----------------------- | ----------------------- | ----------------------------------- | -------------------------------- | ---------- | -------- | --------- | ---------- | ---- |
| Leuchtturm Kap Bojador  | Laâyoune-Sakia El Hamra | Nordatlantik                        | 26° 7′ 26,2″ N, 14° 29′ 10,4″ W  | 1903       | 45 m     | 70 m      | Fl(3)W.15s |      |
| Leuchtturm El Cabiño    | Laâyoune-Sakia El Hamra | Nordatlantik                        | 26° 25′ 33,7″ N, 14° 10′ 48,5″ W |            | 32 m     | 37 m      | Fl(3)W.12s |      |
| Phare El Hank           | Casablanca-Settat       | Nordatlantik                        | 33° 36′ 35,9″ N, 7° 39′ 17″ W    | 1919       | 49 m     | 65 m      | Fl(3)W.15s |      |
| Leuchtturm Rabat        | Rabat-Salé-Zemmour-Zaer | Nordatlantik                        | 34° 1′ 53,2″ N, 6° 50′ 39,9″ W   | 1920       | 24 m     | 31 m      | Oc(2)W.6s  |      |
| Leuchtturm Kap Spartel  | Tanger-Tétouan          | Nordatlantik ↔ Straße von Gibraltar | 35° 47′ 27,7″ N, 5° 55′ 25,4″ W  | 1864       | 24 m     | 95 m      | Fl(4)W.20s |      |
| Leuchtturm Kap Malabata | Tanger-Tétouan          | Straße von Gibraltar                | 35° 49′ 0,7″ N, 5° 44′ 58,6″ W   |            | 18 m     | 76 m      | Fl.W.5s    |      |

Mittelmeer
| Name                         | Region   | Gewässer     | Position                        | Baujahr(e) | Turmhöhe | Feuerhöhe | Kennung      | Bild |
| ---------------------------- | -------- | ------------ | ------------------------------- | ---------- | -------- | --------- | ------------ | ---- |
| Phare Cap des Trois Fourches | Oriental | Alborán-Meer | 35° 26′ 17,2″ N, 2° 57′ 46,9″ W | 1909       | 18 m     | 109 m     | Fl(3+1)W.20s |      |